# Nothofagus solandri
Nothofagus solandri é uma espécie de árvore endêmica da Nova Zelândia. Possui duas variedades: Nothofagus solandri var. solandri e Nothofagus solandri var. cliffitoides.